# Rota padrão
Uma rota padrão (Default Route), também conhecida como “gateway de último recurso”, é a rota de rede utilizada por um roteador quando não há nenhuma outra rota conhecida existente para o endereço de destino de um pacote IP. Todos os pacotes para destinos desconhecidos pela tabela do roteador são enviados para o endereço de rota padrão. Esta rota geralmente direciona para outro roteador, que trata o pacote da mesma forma: Se a rota é conhecida, o pacote será direcionado para a rota conhecida. Se não, o pacote é direcionado para o “default route” desse roteador que geralmente direciona a outro roteador. E assim sucessivamente.
Assim que um roteador com uma rota conhecida para o destino de host é localizado, o roteador determina que rota é válida para localizar o resultado “mais específico”. A rede com a mais longa máscara de subrede correspondente ao endereço IP, vence.
O endereço de rota padrão no IPv4 (Na notação CIDR) é o 0.0.0.0/0, também conhecido como “rota dos quatro zeros” (quad-zero route). Desde que a máscara de subrede seja /0, fica especificado que é referente a nenhuma rede, e este é o menor resultado possível. Uma localização de rota que não encontre nenhum resultado satisfatório vai naturalmente cair nesta rota. Similarmente, no IPv6 o endereço padrão é descrito por::/0.
Roteadores em uma organização geralmente apontam a rota padrão além do roteador que tem uma conexão a um ISP. Desta forma, pacotes com destinos além da LAN – tipicamente para a Internet, WAN ou VPN – vão ser direcionados pelo roteador para conexão com este provedor.
Quando roteado para fora da rede que o roteador não conhecia a rota de destino, o pacote será direcionado para outra rota padrão, que é geralmente um roteador conectado a um grande número de redes e que similarmente vai ser direcionado ao backbone Internet, caso nenhuma rota seja conhecida, então, será considerado que esta rede não existe e o pacote será descartado.
Dispositivos host em uma organização geralmente se referem à rota padrão (Default Route) com um gateway padrão (Default Gateway) que pode ser, e geralmente é, um dispositivo de filtro como um Firewall ou um servidor Proxy.Também podem ser resumido em, parte da configuração DHCP visto como 0.0.0.0.